# (16351) 1971 US
1971 يو أس (ويعرف أيضًا باسم (16351) 1971 يو أس وفق تسمية الكوكب الصغير) (بالإنجليزية: 1971 US)‏ هو كويكب ضمن حزام الكويكبات؛ وترتيبه 16351 من حيث الاكتشاف.
اكتُشف هذا الجُرم الفلكي بواسطة لوبوش كوهوتك في 26 أكتوبر 1971.

## وصلات خارجية
- (16351) 1971 US في قاعدة بيانات مختبر الدفع النفاث لأجرام النظام الشمسي الصغيرة

- الاكتشاف · مخطط المدار ·  العناصر المدارية · المعلمات المادية

- (16351) 1971 US على موقع ويكي سكاي: DSS2, SDSS, GALEX, IRAS, Hydrogen α, X-Ray, Astrophoto, Sky Map, Articles and images